# Mariano Venancio Torres
Mariano Venancio Torres (Salamanca; 31 d'agost de 1947) és un actor de cinema, televisió i teatre espanyol.
Es va matricular en Magisteri a Salamanca, per imperatiu familiar, però aviat va abandonar aquesta senda per a formar-se a Madrid en la disciplina per la qual sospirava: la cinematografia. S'inicia al Teatre Universitari de Salamanca, on ingressa a l'Escola Oficial de Cinematografia i roman durant tres anys, ampliant després els seus estudis amb Adolfo Marsillach, Jaime Chávarri i un llarg etcètera de docents.
Amb Narciso Ibáñez Menta comença un llarg recorregut teatral, tocant pràcticament tots els gèneres, des del clàssic fins al monòleg on debuta com a autor. En el seu recorregut teatral destaquen muntatges com Cuatro corazones con freno y marcha atrás, Tirano Banderas, Agua, azucarillos y aguardiente, Un marido de ida y vuelta o La Celestina.
La televisió ha estat el seu segon mitjà més freqüentat, intervenint en multitud de programes Televisió Espanyola com el magazine matinal El día por delante (1989-1990), presentat per Pepe Navarro i on intervenia en esquetxos humorístics com Desayuno con los Monzón, al costat d'un desconegut Javier Bardem. També destaquen sèries com Cuentopos (1975), El Recreo (1977-1979), Teresa de Jesús (1983), o més recentment Cuéntame cómo pasó (2006), Amar en tiempos revueltos (2007-2009) o Plutón B.R.B. Nero (2008-2009), aquesta última dirigida per Álex de la Iglesia. També és destacable la seva participació el telefilm Adolfo Suárez, el presidente (2010), com Torcuato Fernández-Miranda, i en la telenovel·la colombiana La Pola, com Antonio José Amar y Borbón.
En la pantalla gran s'ha prodigat amb menor freqüència, mitjà que comença ja a reclamar-ho més. Després de debutar professionalment amb Zorrita Martínez (1975), Venancio ha aparegut en pel·lícules com La taberna fantástica (1991), de Julián Marcos, La hora de los valientes (1998), d'Antonio Mercero, El cielo abierto (2001), de Miguel Albaladejo, i Tánger (2004), de Juan Madrid. També va participar en la comèdia basada en els còmics de Francisco Ibáñez, Mortadel·lo i Filemó (2003), de Javier Fesser, i la seva seqüela Mortadelo y Filemón. Misión: salvar la Tierra (2008), de Miguel Bardem, interpretant en ambdues al Superintendent Vicent El Super.
La seva última participació com a protagonista ha estat amb el director Javier Fesser, amb qui ja havia treballat abans a Mortadel·lo i Filemó, en la pel·lícula Camino (2008), paper pel qual va aconseguir el premi de la Unión de Actores y Actrices. La pel·lícula està inspirada en la vida d'Alexia González-Barros, una nena que va morir als 14 anys (en 1985), després de 10 mesos de malaltia, i va compartir cartell amb Nerea Camacho, Carme Elías, Manuela Vellés i Jordi Dauder.

## Filmografia
Llargmetratges
- Barcelona, nit d'hivern (2015)
- Mortadel·lo i Filemó contra en Jimmy el Catxondo (2014)
- 23-F: la película (2011)
- Lope (2010)
- Camino (2008)
- Mortadelo y Filemón. Misión: salvar la Tierra (2008)
- El guardavías (2005)
- Tánger (2004)
- Mortadel·lo i Filemó (2003)
- Cachorro (2003)
- El cielo abierto (2001)
- La hora de los valientes (1998)
- La taberna fantástica (1991)
- El poderoso influjo de la luna (1980)
- Zorrita Martínez (1975)

Curtmetratges
- Tercera Edad (curtmetratge) (2018)
- Da capo (desde el comienzo) (2010)
- El orden de las cosas (2010)
- Invierno (2010)[3]
- Cama blanca (2010)
- Meeting Steven (2010)
- Amigos (2004)
- Melodías tóxicas (2002)

## Televisió
- El pueblo (2020)
- Mira lo que has hecho (2018)
- Algo que celebrar (2015)
- Esposados (2013)
- Marco (1 episodi, 2012)
- Homicidios (13 episodis, 2011)
- La Pola (telenovel·la colombiana) (23 episodis, 2010)
- Karabudjan (2 episodis, 2010)
- Adolfo Suárez, el presidente (2 episodis, 2010)
- La que se avecina (1 episodi, 2009)
- Aída (2 episodis, 2009)
- De repente, los Gómez (9 episodis, 2009)
- Plutón B.R.B. Nero (26 episodis, 2008-2009)
- Hospital Central (6 episodis, 2001-2009)
- Guante blanco (2 episodis, 2008)
- Amar en tiempos revueltos (55 episodis, 2006-2007)
- Camera Café (1 episodi, 2007)
- Divinos (1 episodi, 2006)
- Génesis, en la mente del asesino (2 episodis, 2006)
- Aquí no hay quien viva (2 episodis, 2006)
- Maneras de sobrevivir (1 episodi, 2005)
- Cuéntame cómo pasó (10 episodis, 2004-2005)
- Los 80 (1 episodi, 2004)
- ¿Se puede? (1 episodi, 2004)
- El inquilino (2 episodis, 2004)
- El comisario (1 episodi, 2003)
- Viento del pueblo: Miguel Hernández (2002)
- Robles, investigador (1 episodi, 2001)
- Manos a la obra (1 episodi, 2000)
- Raquel busca su sitio (1 episodi, 2000)
- La ley y la vida (1 episodi, 2000)
- Hermanas (1 episodi, 1998)
- Blasco Ibáñez, la novela de su vida (1997)
- Farmacia de guardia (5 episodis, 1993-1995)
- Tango (1 episodi, 1992)
- Eva y Adán, agencia matrimonial (1 episodi, 1990)
- El día por delante (1989-1990)
- Cosas de dos (1 episodi, 1984)
- Teresa de Jesús (2 episodis, 1983)
- Caja de ritmo (1 episodi, 1983)
- La cometa blanca (1982)
- Los chamarileros (1 episodi, 1980)
- Encuentros con las letras: Juan José, de Joaquín Dicenta (1980)
- El Recreo (3 episodis, 1977-1979)
- El castigo de la miseria (1 episodi, 1976)
- Cuentopos (1 episodi, 1975)
- Historias con Letra y Música (1 episodi, 1974)

## Teatre
Llista incompleta
- El delincuente honrado (2011). Direcció: Jesús Cracio
- Duda razonable (2010). Direcció: Josep Maria Mestres (Teatro Victoria Eugenia)
- Tirano Banderas (2005). Direcció: Nieves Gámez (Teatro Albéniz de Madrid; Gira per Espanya)
- Un marido de ida y vuelta (2002). Direcció: Paco Vidal i Joaquín Kremel
- Madrugada (2001). Direcció: Manuel de Blas (Centro Cultural de la Villa)
- Una modesta proposición (2000). Monólogo (Círculo de Bellas Artes de Madrid)
- La Celestina (1999)
- Agua, azucarillos y aguardiente (1998). Direcció: Francisco Matilla
- San Juan (1998). Direcció: Juan Carlos Pérez de la Fuente (Centro Dramático Nacional)
- El alcalde de Zalamea (1998). Direcció: Paco Portes
- Yonquis y yanquis (1996). Direcció: Paco Vidal (Teatro Alfil de Madrid)
- Los tres etcéteras de Don Simón (1997). Direcció: Ramón Ballesteros
- Mirandolina (1995). Direcció: Ernesto Caballero (Teatro Bellas Artes de Madrid)
- Los domingos, bacanal (1980). Direcció: Alberto Alonso.[4]
- Direcció del muntatge: Como tú

## Premis
Premis de la Unión de Actores y Actrices
| Any  | Categoria                           | Pel·lícula | Resultat  | Ref.  |
| ---- | ----------------------------------- | ---------- | --------- | ----- |
| 2008 | Millor actor protagonista de cinema | Camino     | Guanyador | [ 5 ] |

Altres premis
- Premi Goya Cine i Salut. Millor actor 2009. Govern d'Aragó.[6]